# 腹巻き

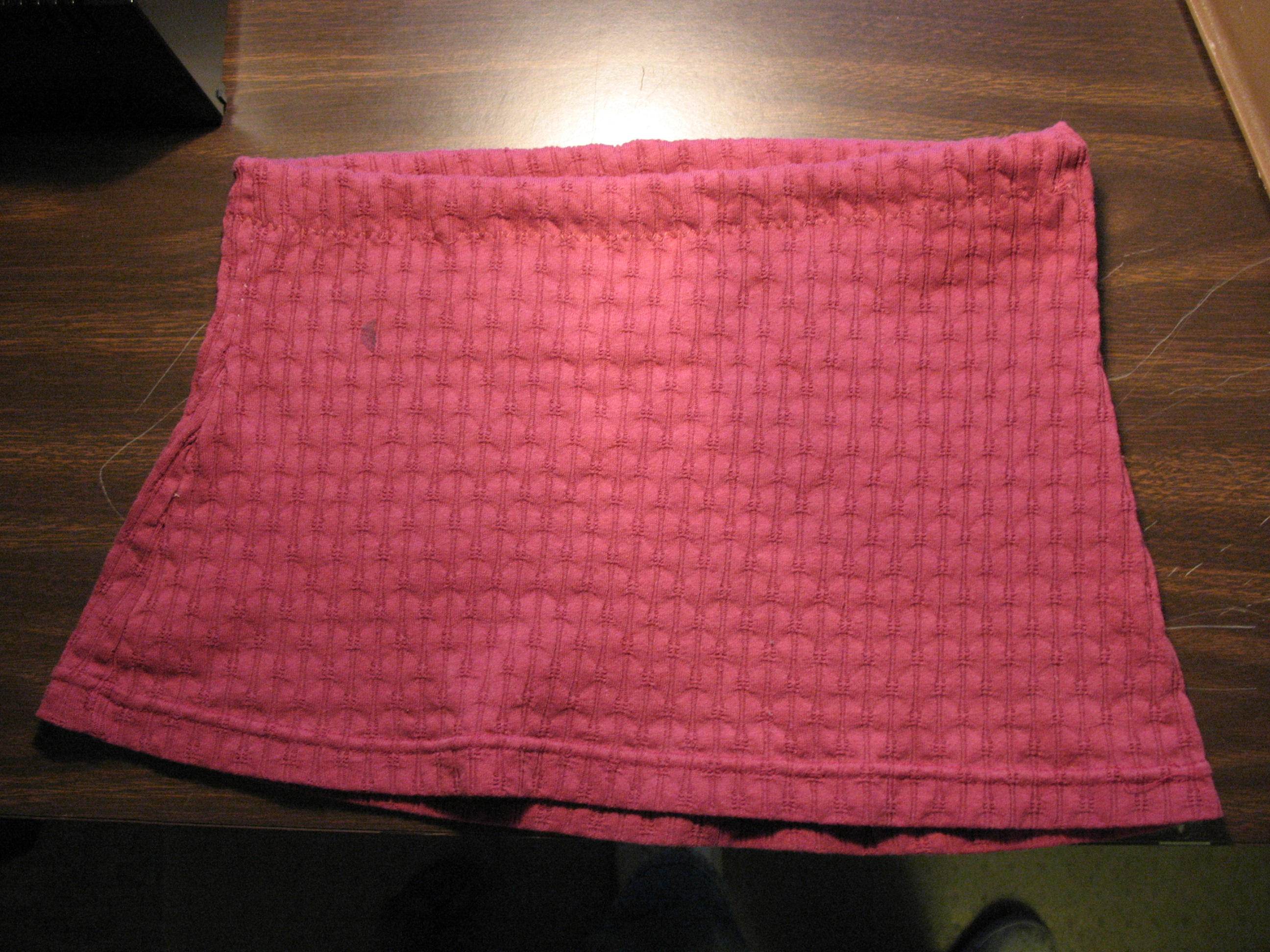

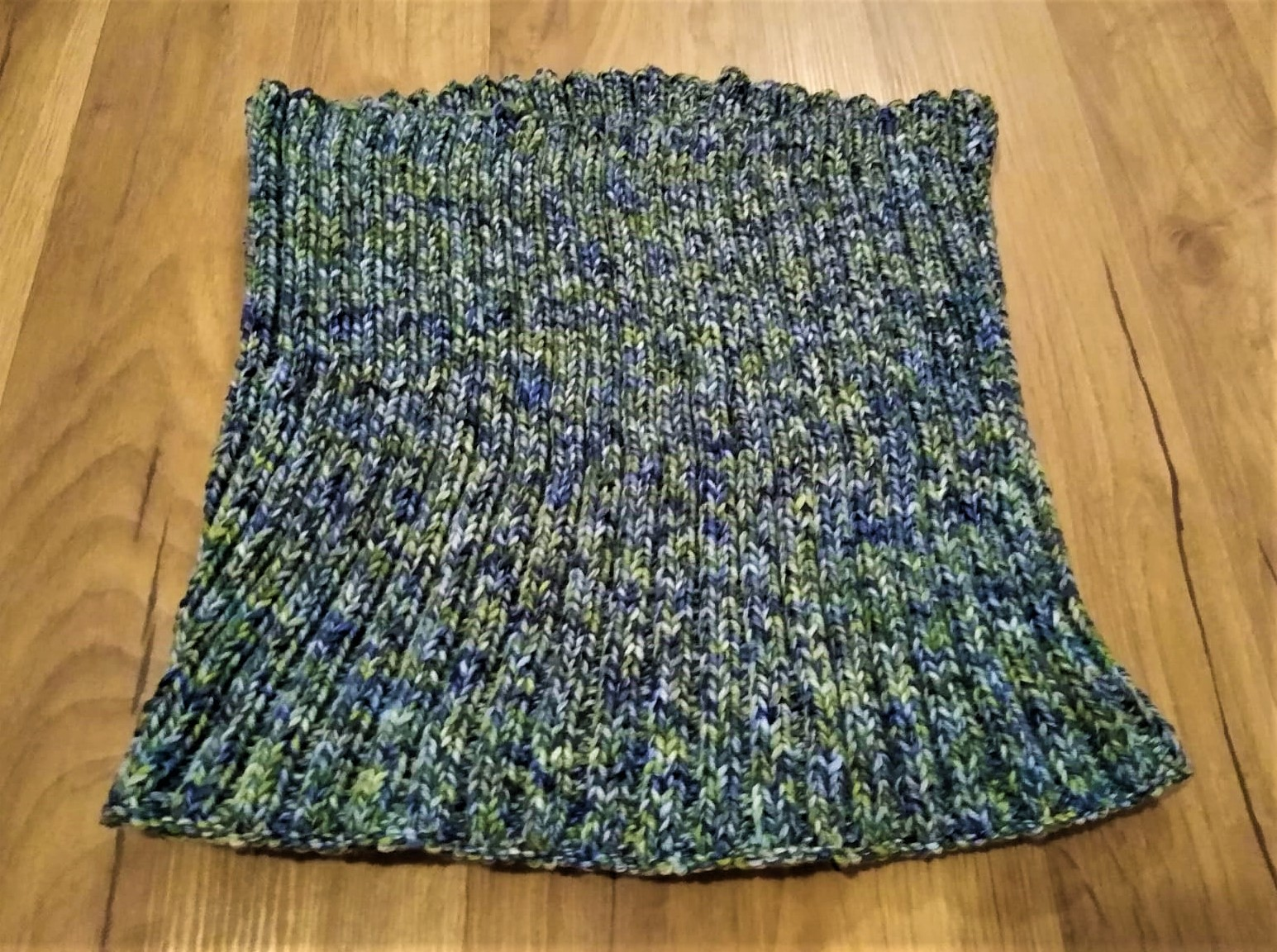

腹巻き（はらまき）は腹部に巻く布。腹部が冷えるのを防ぐために着けられる。
形状は布を巻き付けるタイプの他、筒状のタイプ、ガードル型などがある。
晒木綿の布を巻くのが伝統的だが、筒状に編まれた毛糸製腹巻きもある。JIS L0215 繊維製品用語（衣料）では「腹部に巻く保温帯」と定義される。
腹帯、健康帯とも。

## 起源
奈良時代から平安時代にかけて鷹飼や伎楽の装束の下に身に着けた布、または、平安中期から室町末期にかけて用いられた鎧兜の一種から生じたとされている。

## 用法・習俗
妊婦が晒木綿の腹帯（はらおび）を巻く習俗が明治末期から昭和初期にかけて日本で見られ、その後も残っており、この着用の儀式を「帯祝い」という。聖母病院分娩室菅沼ひろ子が妊婦100人を対象にして1985年に行ったアンケートによればそのうち96人が腹帯を着用していた。
保温のため新生児や乳児に着用させることも推奨された。
マジックテープで止める仕組みなどを売り物にした腹巻きを中山式産業が昭和35年頃健康器具として発売した。
日本の環境省は2005年から「ウォームビズ」を提唱し、その一環として「軽くて薄い腹巻など、機能性素材の下着」による暖房の節約を推奨した。

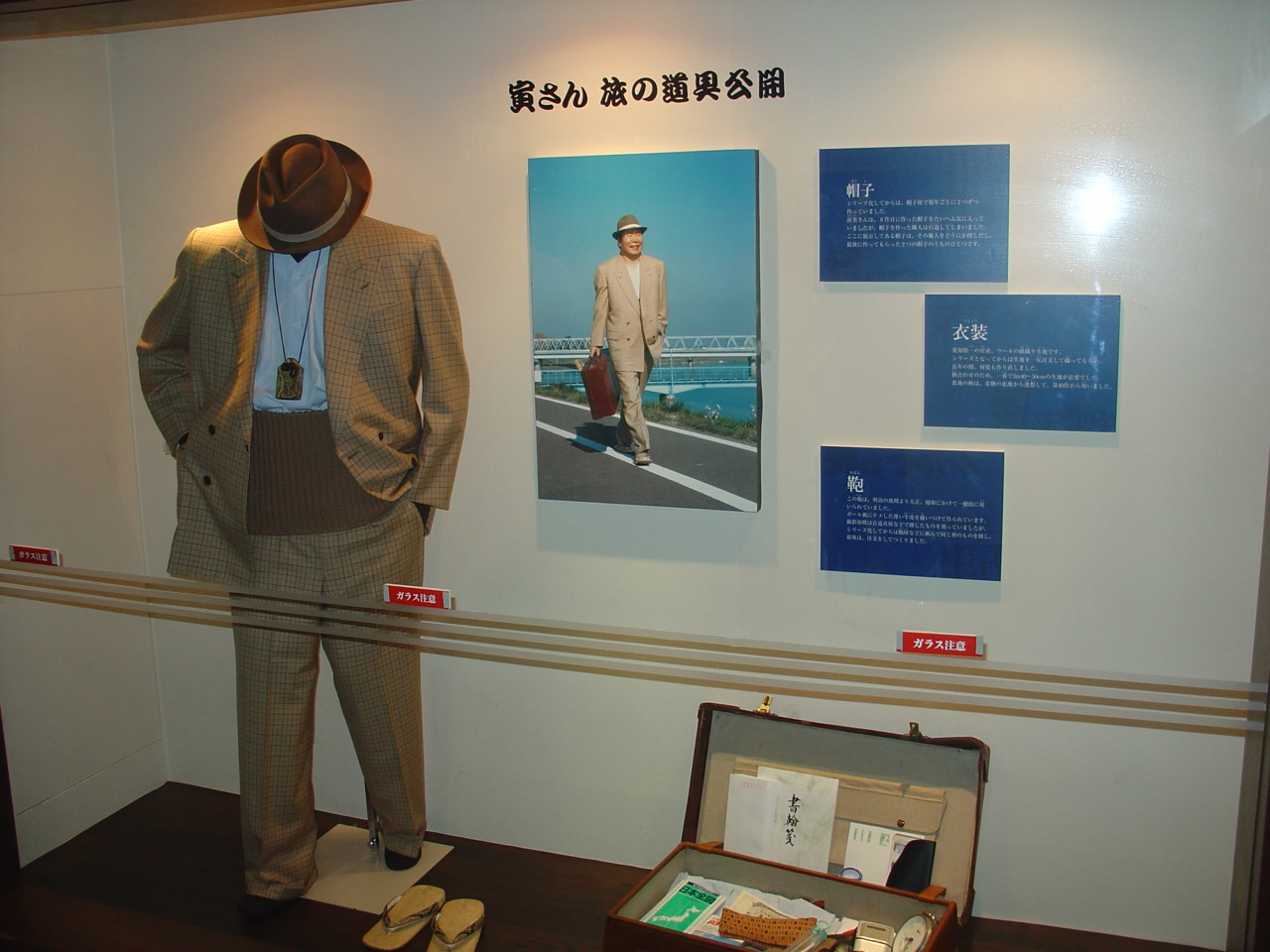
「映画版 男はつらいよ」の主人公車寅次郎の腹巻き（葛飾柴又寅さん記念館）